# Louis Fraser
Louis Fraser (ur. 1819–1820?, zm. 1883–1888?) – brytyjski przyrodnik, zoolog, kolekcjoner okazów zwierząt.
Dokładne daty urodzenia i śmierci nie są znane. Brak informacji o rodzicach i wczesnej edukacji.

## Życie prywatne
Ożenił się w londyńskiej dzielnicy Marylebone 17 lutego 1844 r. z Mary Ann z domu Harrison. Miał z nią trzech synów (Finlay Fraser ur. 1844 w Marylebone, Oscar Louis Fraser ur. 1849 w Marylebone, Ryno Fraser ur. 1850 w West Derby) i córkę (Malvina Fraser ur. 1846 w Marylebone). Oscar Louis Fraser (1849 – 1 listopada 1894), również był przyrodnikiem, pracował w dziale zoologii Muzeum Indii w Kalkucie na stanowisku drugiego asystenta superintendenta oraz był członkiem Towarzystwa Linneuszowskiego w Londynie.

## Przebieg pracy zawodowej
Louis Fraser pracę zawodową zaczynał jako pomocnik biurowy i pracownik biurowy. Później był asystentem kustosza, a następnie kustoszem muzeum Zoological Society of London, odpowiednio w latach 1832–1841 oraz 1842–1846. Został członkiem korespondentem Zoological Society of London w 1857 r.

### Wyprawa w górę Nigru
W latach 1841–1842 zbierał okazy w zachodniej Afryce jako oficjalny przyrodnik brytyjskiej wyprawy w górę Nigru, płynąc na pokładzie statku HMS „Wilberforce”. Wielu uczestników tej wyprawy zmarło w jej trakcie wskutek gorączki. Okazy przywiezione z wyprawy Fraser opisywał w 1843 r. wraz z Williamem Jardinem, m.in. Nectarinia olivacea obscurus.

### Lata 1845–1851
W latach 1845–1849 pracował nad dziełem Zoologia Typica, które początkowo miało być wydane w 20 częściach, ale do 1849 r. ukazało się tylko 14 części w Londynie. Pierwsze zbiorcze wydanie z 1849 r. liczyło jedynie 250 egzemplarzy, a kolorowe plansze ilustrują 46 gatunków ptaków i 28 gatunków ssaków.
W 1846 r. Fraser podpisał umowę z Edwardem Smith-Stanleyem, 13. hrabią Derby na wyjazd do Tunezji w celu zbierania okazów zwierząt. Wyjazd ten kosztował hrabiego ponad 420 funtów rocznie. W latach 1848–1850 Fraser był opiekunem kolekcji martwych okazów zwierząt egzotycznych 13. hrabiego Derby, mieszczącej się w posiadłości rodzinnej Stanleyów w Knowsley Hall w Anglii. Do obowiązków Frasera należało m.in. opisywanie okazów oraz zapobieganie ich degradacji za pomocą środków konserwujących takich jak kamfora i terpentyna, w której znajdowało się 611 wypchanych i 607 niewypchanych skór zwierząt czworonożnych oraz 11 131 wypchanych i 7700 niewypchanych ptaków.
Zgodnie ze spisem ludności z 1851 r., żona i czwórka dzieci Louisa Frasera wraz ze służącym mieszkali pod adresem Wavertree, West Derby, Lancashire.

### Pobyt w Dahomeju
Od lipca 1851 do listopada 1852 z rekomendacji 13. hrabiego Derby Louis Fraser pełnił urząd wicekonsula w forcie brytyjskim w mieście portowym Ouidah w Dahomeju (obecnie Benin). Fraser zajął na tym stanowisku wakat po śmierci Johna Duncana w październiku 1849 r. Konsulat został zorganizowany w ramach wysiłków rządu brytyjskiego w zakresie powstrzymania transatlantyckiego handlu niewolnikami. Jednym z celów powołania tego konsulatu było podpisanie porozumienia z królem Gezo zabraniającego eksportu niewolników z ziem pod jego kontrolą. Wybór Louisa Frasera na dyplomatę okazał się nie najlepszą decyzją, gdyż był arogancki wobec króla i mieszkańców Ouidah. Po serii konfliktów z lokalnymi władzami oraz z powodu przeniesienia konsula Beecrofta z konsulatu w Lagos na Fernando Po, decyzją Beecrofta Fraser został przeniesiony w 1852 r. do konsulatu w Lagos. Beecroft i Fraser przybyli do Lagos w listopadzie 1852 r. na pokładzie statku HMS „Penelope”, Fraser został wtedy przedstawiony królowi (tytułowanemu Oba) Akitoye. Fraser objął placówkę w grudniu 1852 r., ponieważ udał się jeszcze na Fernando Po po swoje bagaże. Fraser popadł w konflikt z Akitoye i Royal Navy. Jego odwołanie ze stanowiska przypieczętowała tzw. sprawa Amadiego, węgierskiego kupca, który uczestniczył w handlu niewolnikami, a Fraser protestował przeciwko jego aresztowaniu w maju 1853 r. Obowiązki Frasera przejął Benjamin Campbell w lipcu 1853 r. i pełnił je do swojej śmierci w kwietniu 1859 r.

### Wyprawa do Ekwadoru i Gwatemali
W latach 1857–1860 Fraser uczestniczył w wyprawie do Ekwadoru i Gwatemali. Fraser zbierał tam okazy roślin, bezkręgowców i kręgowców, ale koncentrował się głównie na ssakach i ptakach, które pozyskiwał dla Philipa Lutleya Sclatera z Zoological Society of London. Okazy przesyłał Fraser do Anglii partiami, w 1858 r. ukazał się artykuł Sclatera na temat ptaków zebranych przez Frasera w Ekwadorze. Z kolei raporty na temat ssaków przygotowywał R.F. Tomes w latach 1858–1860 r.
Louis Fraser przybył do Guayaquil 20 września 1857 r., 6 października 1857 r. przybył do Cuenca i pozostał tam do listopada 1857 r. Następnie udał się do Gualaquizy, gdzie pracował od grudnia 1857 r. do lutego 1858 r. W tym okresie przebywał również przez dwa tygodnie stycznia w Zamorze. Fraser opuścił Gualaquizę 1 marca 1858 r., pojawił się w Cuenca 5 marca 1858 r. i pozostał tam do maja, potem przeniósł się do Riobamba, gdzie zbierał okazy w czerwcu i w sierpniu 1858 r., w trakcie drogi z Quito do Pallatanga. W rejonie Pallatanga przebywał od sierpnia do grudnia 1858 r., w tym czasie wybierał się również do Chillanes. Rejon Pallatanga opuścił w połowie stycznia 1859 r., w lutym 1859 r. pracował na zboczach Chimborazo na północ od Riobamba, w drodze do Quito. Okres od marca do połowy czerwca 1859 r. spędził w okolicach Quito na zboczach Pichincha, jak i na zachodnich zboczach Andów na północny zachód od Quito. Potem podążał na południe z Quito do Babahoyo, gdzie pozostawał od 10 lipca do września 1859 r. Potem udał się do Quayanquil, gdzie z początkiem października 1859 r. statkiem udał się do Esmeraldas. Fraser pozostawał w Esmeraldas do końca grudnia 1859 r.

### Sklepy w Londynie
Zgodnie ze spisem ludności z 1861 r., po powrocie z Ekwadoru i Gwatemali, mieszkał w Londynie pod adresem 28–29 Silver Street. W tym okresie otworzył w Londynie dwa sklepy z egzotycznymi ptakami kolejno w Knightsbridge w rejonie The Green i na Regent Street. W 1864 r. z pewnością mieszkał i pracował jeszcze w Londynie, gdyż był autorem notek do The Naturalist z 9 maja i 13 lipca 1864 r. W Londynie przebywał prawdopodobnie do 1866 r.

### Woodward's Gardens i wyspa Vancouver
Ostatni etap życia spędził w Ameryce Północnej. Był pracownikiem Woodward’s Gardens w San Francisco. Park ten otwarto dla publiczności 4 maja 1866 r., a zamknięto w 1890 r. Miejsce to było pierwotnie częścią rezydencji właściciela hotelu w San Francisco, Roberta B. Woodwarda. Później budynek jego rezydencji zamieniono w muzeum, w którym znajdowało się ponad 4000 martwych okazów ptaków. W parku, oprócz ptaków, znajdowało się wiele egzotycznych zwierząt i gatunków roślin.
Fraser następnie przeniósł się na wyspę Vancouver w kanadyjskiej Kolumbii Brytyjskiej. W 1874 r. opublikowano wzmiankę, że w 1873 r. popadł w nędzę i poszukuje się pomocy dla niego w środowisku naukowym San Francisco. Ostatnim znanym śladem jego działalności zawodowej jest etykieta z 3 lipca 1883 r. wężówki amerykańskiej (Anhinga anhinga) z Florydy w Muzeum Zoologicznym Uniwersytetu w Cambridge.
Louis Fraser zebrał ponad 1000 okazów ptaków. 645 zidentyfikowano w Wielkiej Brytanii, Niemczech i Stanach Zjednoczonych. W latach 1839–1866 w sumie napisał ok. 40 artykułów do Proceedings of the Zoological Society of London.
Korespondował z Karolem Darwinem, m.in. w 1845 wyjaśniał mu w listach morfologię gołębiaka plamistego (Zenaida galapagoensis) i innych ptaków z Galapagos.

## Eponimytaksonomiczne
Od nazwiska Fraser pochodzą nazwy następujących kategorii taksonomicznych zwierząt:
- rodzaj Fraseria wraz z gatunkami tego rodzaju, np. gatunek Mucharka łuskowana (Fraseria ocreata), Strickland, 1844
- gatunek Ziębełek sekretny (Crocidura poensis), ang. Fraser’s musk shrew, Fraser, 1843
- gatunek Nektarzyk oliwkowy (Deleornis fraseri), Jardine, Selby, 1843
- gatunek Wahal rudy (Stizorhina fraseri), Strickland, 1844
- gatunek Puchacz ciemnolicy (Bubo poensis), ang. Fraser’s eagle-owl, Fraser, 1853
- gatunek Moczarnik ekwadorski (Cranioleuca antisiensis), ang. Fraser's spinetail, Sclater, 1859
- gatunek Prostodziobek wielki (Oreomanes fraseri), Sclater, 1860
- gatunek Koronówka szaro-złota (Myiothlypis fraseri), Sclater 1884
- podgatunek Tityra inquisitor fraserii gatunku bekarda czarnogłowa (Tityra inquisitor), Kaup, 1852
- podgatunek Conirostrum cinereum fraseri gatunku prostodziobek szary (Conirostrum cinereum), Sclater, 1859